# Совполье
Со́вполье — деревня в Мезенском районе Архангельской области России. Входит в состав Со́впольского сельского поселения.

## География
Деревня Совполье расположена в юго-западной части Мезенского района, на правом берегу реки Сова, недалеко от её впадения в Немнюгу. На левом берегу Совы находится деревня Чижгора. К северу от деревни реку Немнюга пересекает мост автодороги «Архангельск — Гбач — Пинега — Кимжа — Мезень». К северу от деревни находится недействующий аэродром.

## Население
| 2002 | 2010 | 2012 |
| ---- | ---- | ---- |
| 46   | ↘38  | ↗39  |

Численность населения деревни, по данным Всероссийской переписи населения 2010 года, составляла 38 человек. В 1859 году в деревне Совпольская первого полицейского стана Пинежского уезда числилось 26 дворов.

## Известные уроженцы
- Выучейский, Вячеслав Алексеевич — российский государственный деятель, председатель Собрания депутатов Ненецкого автономного округа двух созывов, депутат Совета Федерации РФ от Ненецкого автономного округа.

### Карты
- [mapq38.narod.ru/map1/index099.html Топографическая карта Q-38-99,100. Чижгора]
- Совполье на карте Wikimapia
- Совполье. Публичная кадастровая карта. Архивировано из оригинала 5 марта 2016 года.
- Совполье на карте Пинежского уезда